# Cyathea harrisii
Cyathea harrisii är en ormbunkeart som beskrevs av Lucien Marcus Underwood. Cyathea harrisii ingår i släktet Cyathea och familjen Cyatheaceae. Inga underarter finns listade.